# Stefan Gendera
Stefan Gendera (ur. 22 sierpnia 1912, zm. 17 października 2001) – polski koszykarz, mistrz i reprezentant Polski.

## Życiorys
Był zawodnikiem AZS-u Poznań, z którym zdobył mistrzostwo Polski w 1931, 1932 i 1937 oraz wicemistrzostwo w 1938. W 1937 wystąpił w Mistrzostwach Europy, zajmując z drużyną 4 miejsce. Łącznie w reprezentacji Polski wystąpił 9 razy, tylko w 1937. 
W 1932 ukończył Szkołę Podchorążych Rezerwy Artylerii we Włodzimierzu Wołyńskim, a w 1937 studia farmaceutyczne na Uniwersytecie Adama Mickiewicza w Poznaniu, a w 1947 obronił na tej samej uczelni pracę doktorską. Po II wojnie światowej pracował jako aptekarz, m.in. w Zbąszyniu, a od 1955 do przejścia na emeryturę w 1975 kierował Apteką nr 36 przy ul. Ratajczaka w Poznaniu.